# Aldo Estrada Choque
Aldo Vladimiro Estrada Choque (Juli, 11 de enero de 1939) es un abogado y político peruano. Miembro del partido Unión por el Perú, fue congresista de la república durante 2 periodos y diputado en 1980.

## Biografía
Nació en distrito de Juli, ubicado en la provincia de Chucuito del departamento de Puno, el 11 de enero de 1939. Es hijo de Héctor Estrada Serrano y de Blanca Choque de Estrada. 
Cursó sus estudios primarios y secundarios en su ciudad natal.
Sus estudios superiores los cursó en la Facultad de Derecho de la Universidad Nacional de San Antonio Abad del Cusco. Efectúo sus estudios de maestría en la Universidad de San Martín de Porres y doctorado en la Universidad Nacional Federico Villarreal, ambas en la ciudad de Lima. Llevó además estudios de especialización en derecho penal comparado en las Universidades de Bloomington – Indiana de los Estados Unidos y en la Universidad Autónoma de México.
Durante su época de estudiante fue vicepresidente y Presidente de la Federación Universitaria del Cusco. Luego, como abogado, fue decano del Ilustre Colegio de Abogados del Cusco por cuatro periodos y presidente de la Federación de Colegios de Abogados del Perú con sede en Lima durante dos años. Fue también profesor universitario en las Facultades de Derecho de las Universidades: Universidad Nacional de San Antonio Abad del Cusco, Universidad Nacional Mayor de San Marcos, Universidad de San Martín de Porres y de la Academia de la Magistratura. Fue profesor del ex-congresista Daniel Estrada.

## Carrera política

### Diputado por Puno
Aldo Estrada inicia su carrera política en las elecciones parlamentarias de 1980, cuando postuló a la Cámara de Diputados representando a Puno por el Frente Nacional de Trabajadores y Campesinos (FRENATRACA). Estrada resultó elegido como diputado para el periodo 1980-1985.
Luego de culminar su periodo, Estrada intentó postular a la reelección en las 1985 por la alianza Izquierda Nacionalista de Roger Cáceres Velásquez representando al departamento del Cuzco, sin embargo, no resultó reelegido. De igual manera en las elecciones de 1990 por Izquierda Socialista de Alfonso Barrantes.

### Congresista de la República
Para las elecciones generales de 1995, fue cofundador del partido Unión por el Perú junto a Javier Pérez de Cuéllar y postuló nuevamente al Congreso de la República donde luego fue elegido como congresista de la república, con 14,871 votos, para el periodo parlamentario 1995-2000.
Durante este periodo legislativo, Estrada fue parte de la oposición contra el régimen autoritario de Alberto Fujimori, en donde protestaba con carteles de “No al Fraude” y también en el referéndum de 1998 que buscaba frenar la segunda reelección de Fujimori a la presidencia de la república. Estrada intentó nuevamente su reelección al Congreso en las elecciones parlamentarias del año 2000 donde no resultó elegido.
En las elecciones del 2006, volvió a ser elegido como congresista representando al departamento de Puno por UPP para el periodo 2006-2011. Como político fue miembro del Acuerdo Nacional para la Gobernabilidad.
Durante su labor parlamentaria, fue presidente la Comisión de Trabajo durante el 2007 y de la SubComisión de Acusaciones Constitucionales. En 2007, Estrada fue apuntado como parte de la lista de candidatos a la Mesa Directiva encabezada por Luis Gonzales Posada del Partido Aprista Peruano, lo cual luego fue criticado por los demás congresistas de Unión por el Perú y calificaron su integración como "transfugismo". Finalmente, Estrada logró ser elegido como primer vicepresidente del Congreso de la República y juramentado para el periodo legislativo 2007-2008.
Estrada también presidió el partido Unión por el Perú desde el año 2003 hasta marzo del 2010, donde fue reemplazado por Eduardo Espinoza Ramos.

## Controversias
Aldo Estrada fue blanco de polémicas durante un debate parlamentario en donde tildó de manera grosera a las personas infectadas del VIH como “sidosos”, término que fue rechazo por el entonces congresista Carlos Bruce y por la Organización de Personas con el VIH.
Otro cuestionamiento fue su video con los periodistas Jaime Chincha y César Yarlequé, en donde Estrada afirma sobre la posibilidad de que el expresidente venezolano Hugo Chávez haya financiado la campaña presidencial de Ollanta Humala durante las elecciones generales del año 2006.